# Effektive Anzahl von Bits
Die effektive Anzahl von Bits (engl. effective number of bits; ENOB) gibt an, wie hoch die tatsächliche Auflösung eines A/D- oder D/A-Umsetzers ist.
Heute übliche A/D- und D/A-Umsetzer arbeiten mit einer festen Auflösung zwischen 8 und 24 Bit. Bei der Erfassung der analogen Daten und der anschließenden Wandlung in digitale Daten kommt es außer durch die Quantisierung auch durch Verzerrungen und Rauschen zu Messfehlern, z. B. beim Verstärken des Signals. Hierdurch wird die theoretische maximale Auflösung eines Wandlers verringert.
Bei A/D-Umsetzern wird die effektive Anzahl von Bits berechnet, indem ein sinusförmiges Signal mit Vollpegel in den Wandler eingespeist und anschließend über die Abweichung zum Soll die tatsächliche Auflösung berechnet wird.
Berechnung in logarithmischen Größen (Dezibel):
{\displaystyle \mathrm {ENOB} \mid _{\text{Bit}}={\frac {\mathrm {SINAD\mid _{dB}-1{,}76\,\mathrm {dB} } }{6{,}02\,\mathrm {dB} }}}
Die Gesamtstörungen (SINAD) ergeben sich aus der gesamten harmonischen Verzerrung und dem Signal-Rausch-Verhältnis.